# 乌马里亚
乌马里亚（Umaria），是印度中央邦Umaria县的一个城镇。总人口26837（2001年）。

## 人口
该地2001年总人口26837人，其中男性14281人，女性12556人；0—6岁人口3661人，其中男1857人，女1804人；识字率69.20%，其中男性为77.97%，女性为59.22%。